# Marco Feliciano
Marco Feliciano (ur. 12 października 1972 w Orlândii, w Brazylii) – polityk, pastor zielonoświątkowego Kościoła Odrodzenia w Brazylii. W 2010 roku został wybrany przez Partię Chrześcijańsko-Społeczną (PSC) z liczbą 212.000 głosów. W marcu 2013 roku został wybrany na przewodniczącego Komisji Praw Człowieka i Mniejszości (CDHM) w Izbie Deputowanych Brazylii.
Marco miał skromne dzieciństwo i od bardzo małego musiał pracować jako sprzedawca lodów, aby pomóc utrzymać dom. Jako dziecko był ministrantem, a w wieku 11 lat stał się ewangelicznym chrześcijaninem. Ukończył szkołę teologiczną, uzyskał stopień doktora teologii i magistra teologii z wyróżnieniem. Napisał i opublikował 18 książek.